# 伊夫林地區羅什福爾
伊夫林地区罗什福尔（法語：Rochefort-en-Yvelines，法語發音：[ʁɔʃfɔʁ ɑ̃.n‿ivlin]）是法国伊夫林省的一个市镇，属于朗布依埃区。

## 地理
伊夫林地区罗什福尔（48°35'9"N, 1°59'16"E）面积12.59 平方千米，位于法国法蘭西島大區伊夫林省，该省份为法国北部内陆省份，北起瓦兹河谷省，西接厄尔省，西南接厄尔-卢瓦省，东南接埃松省，东临上塞纳省。
与伊夫林地区罗什福尔接壤的市镇（或旧市镇、城区）包括：博内勒、比利永、隆维利耶、伊夫林地区圣阿尔努。
伊夫林地区罗什福尔的时区为UTC+01:00、UTC+02:00（夏令时）。

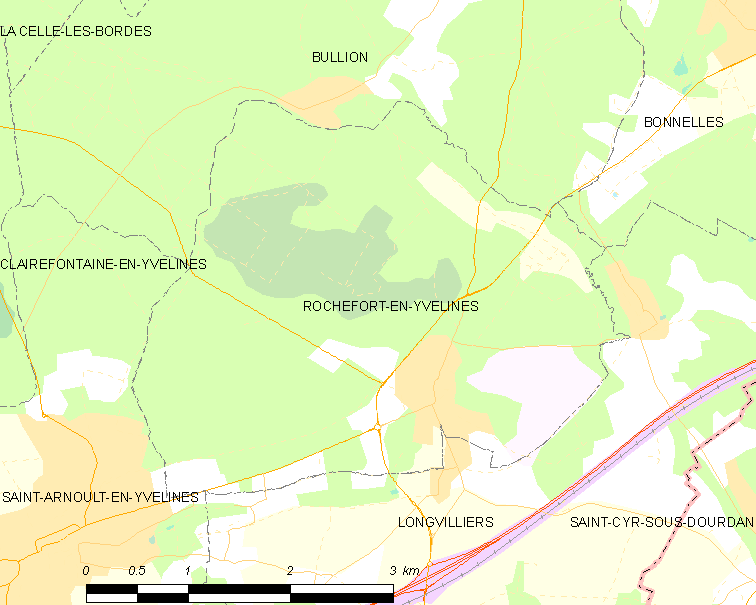
伊夫林地区罗什福尔的OSM定位图

## 行政
伊夫林地区罗什福尔的邮政编码为78730，INSEE市镇编码为78522。

## 政治
伊夫林地区罗什福尔所属的省级选区为朗布依埃县。

## 人口

1962-2008年间伊夫林地区罗什福尔人口变化图示

伊夫林地区罗什福尔于2022年1月1日时的人口数量为897人。